# Crangonyx minor
Crangonyx minor is een vlokreeftensoort uit de familie van de Crangonyctidae. De wetenschappelijke naam van de soort is voor het eerst geldig gepubliceerd in 1958 door Bousfield.